# 대명초등학교
대명초등학교는 대한민국 충청남도 논산시에 있었던 공립 초등학교이다.

## 학교 연혁
- 1959년 4월 18일: 상월국민학교 대명분교장 개교
- 1961년 4월 1일: 대명국민학교 승격
- 1996년 2월 29일: 전 대명국민학교 마지막 명 전환
- 1996년 3월 1일: 대명초등학교로 교명 변경
- 2022년 2월 28일 : 폐교 및 상월초등학교로 통폐합

## 참고 자료
- 대명초등학교 - 한국교육학술정보원 학교알리미